# Vasílis Lypirídis
Vasílis Lypirídis (grec moderne : Βασίλης Λυπηρίδης), né le 1er janvier 1967, à Édessa, en Grèce, est un ancien joueur grec de basket-ball. Il évolue durant sa carrière au poste de pivot.

## Palmarès
- Coupe d'Europe 1993
- Coupe de Grèce 1987, 1988, 1989, 1990, 1992